# Heteronardoa diamantinae
Heteronardoa diamantinae är en sjöstjärneart som beskrevs av Ross Robert Mackerras Rowe 1976. Heteronardoa diamantinae ingår i släktet Heteronardoa och familjen Ophidiasteridae. Inga underarter finns listade i Catalogue of Life.